# Carlskyrkan
Carlskyrkan är en kyrkobyggnad som invigdes 1984 i stadsdelen Carlshem i Umeå. Den är distriktskyrka i Ålidhems församling i Luleå stift och är en samarbetskyrka mellan Evangeliska fosterlandsstiftelsen, som har ansvaret för det löpande arbetet, och Svenska kyrkan.

## Kyrkobyggnaden
Kyrkan har en stomme av stål, tegel, och limträbalkar med ett tak täckt av betongtegel. Det kvadratiska kyrkorummet markeras av tre runda fönsteröppningar. Invändigt har kyrkan väggar av tegel och taket täcks av obehandlad träpanel. Altartavla av Inga Säterborg. Arkitekt för kyrkan var Erik Lindgren.